# 李恒福

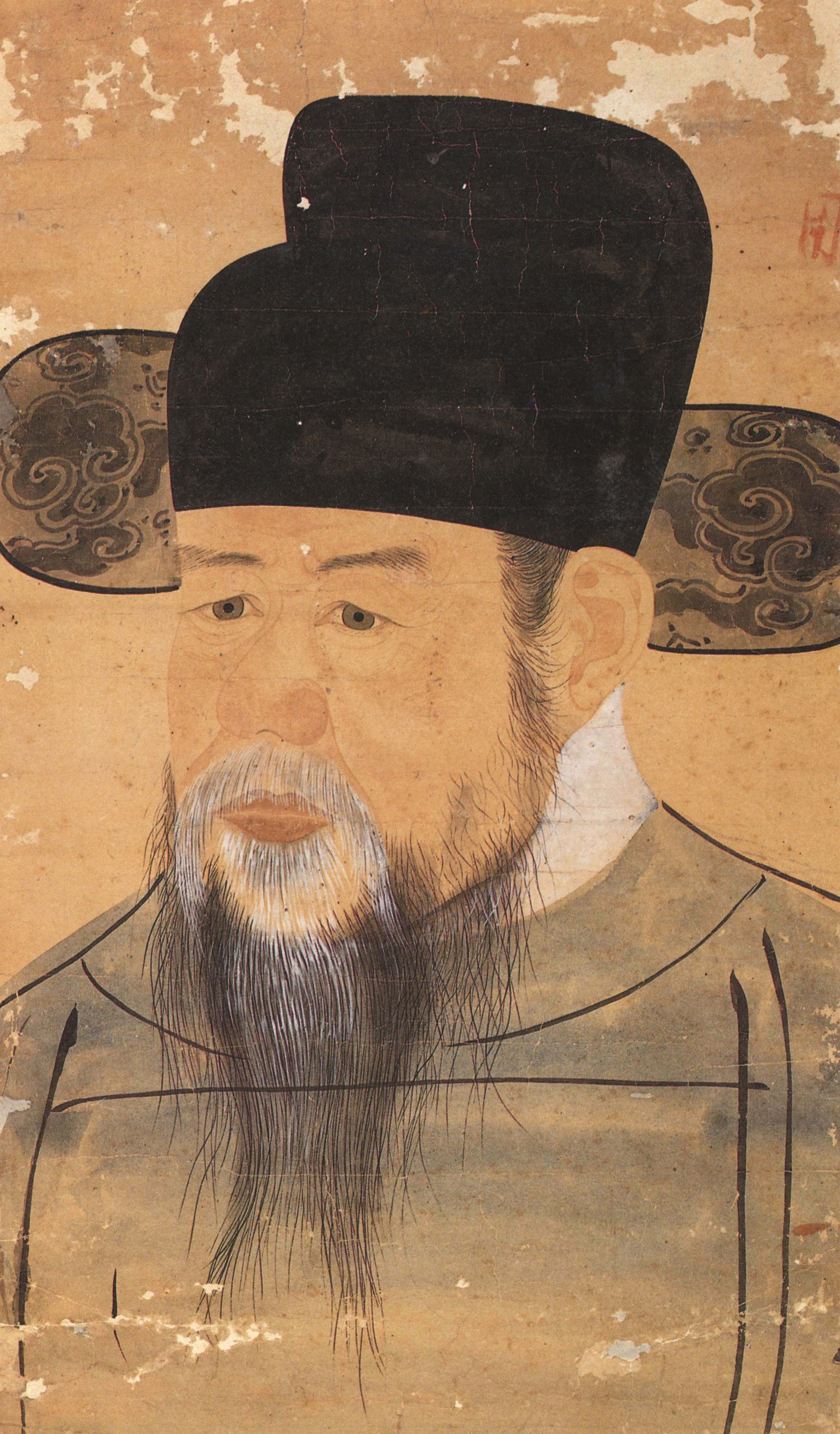
李恒福

李恒福（：／，1556年11月16日—1618年7月4日），字子常，号白沙，又号东冈、碧云、清化真人，本贯慶州李氏，封号鳌城府院君，朝鲜王朝时期大臣、文学家，在万历朝鲜战争期间支持向明朝求援，从而促成明军来朝。谥号文忠。

## 生平
万历朝鲜战争爆发，宣祖命令柳成龙留守汉城，李恒福谏止，后来柳成龙在中朝交涉中起到了关键性的作用。后来他力排众议，主张向明朝求援，明军的到来最终逆转了战局。不过他主张宣祖可以去辽东避难，遭到了柳成龙、尹斗寿等大臣的反对。
丁应泰诬陷朝鲜通倭期间，曾经赴北京辩诬，最终使得明朝了解到了真实的情形。
虽然在光海君统治期间，李恒福身居高位，但是因为在永昌大君的冤案中反对郑仁弘为首的北人大加株连，最终被罢职。后来又因为反对废黜仁穆王后，被流放到北青（今朝鲜咸镜南道北青郡），1618年去世。

## 著作
李恒福擅长诗文，有《白沙集》十二卷传世，另有《四礼训蒙》、《鲁史零言》等著作，但均不传。
李恒福在被流放北青期间，曾经做《铁岭歌》一首：“铁岭高处宿云飞，飞飞何处归？愿带孤臣数行泪作雨，去向终南白岳间。泪沾琼楼玉阑干。”光海君听罢，“泪下而罢酒”。

## 封号
李恒福是朝鲜王朝历史上获得功臣封号最多的人（5个），在《进<宣祖实录>表》中其结衔如下：
推忠奮義平難、忠勤貞亮竭誠効節協策扈聖、竭忠盡誠同德贊謨佐運衛聖、効忠奮義炳幾翼社、奮忠炳義決幾亨難功臣，大匡輔國崇祿大夫，議政府左議政兼領經筵世子傅，鰲城府院君李恒福。
在其神道碑铭中，结衔如下：
推忠奮義平難、忠勤貞亮竭誠效節協策扈聖功臣，大匡輔國崇祿大夫，議政府領議政兼領經筵、弘文館、藝文館、春秋館，觀象監事，世子師，鼇城府院君李恒福。